# Zoégas
Zoégas är ett kafferosteri i Helsingborg, grundat 1886 av italienskättade Carlos Zoéga och hans svenska fru Maria Zoéga. Företaget såldes 1986 till Nestlé-ägda Findus. Verksamheten bedrivs numera (2022) som en del av företaget Nestlé Sverige AB.

## Historia

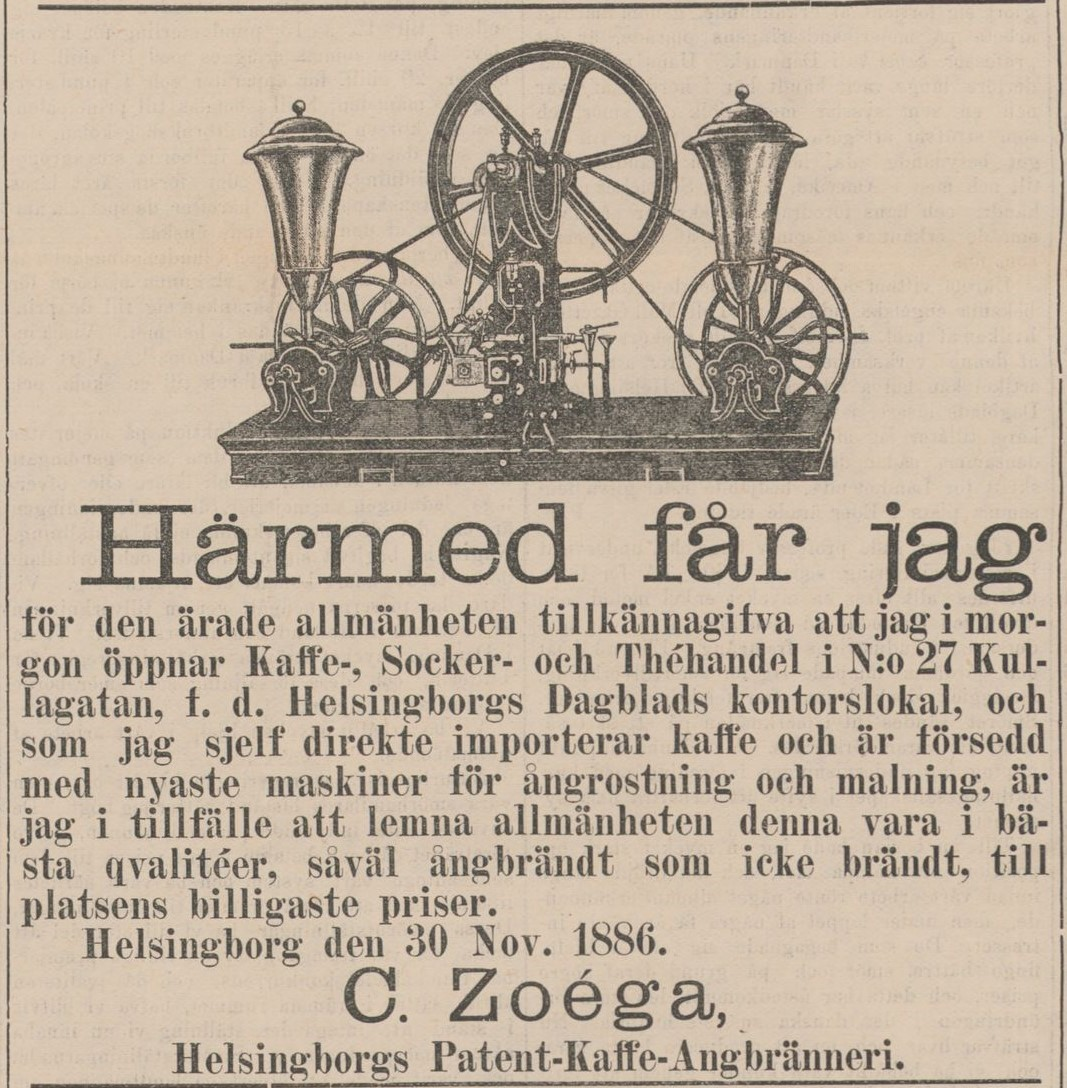
Carlos Zoégas annons i Helsingborgs Dagblad den 30 november 1886.

Zoégas kaffehandel startades 1881 i Landskrona av skåningen Carlos (Carl) Zoéga som återvänt året innan från Brasilien med kaffe för 6000 kr i bagaget. 1885 gifte han sig med fotografen Maria Tufvesdotter Thunell och året efter flyttade de verksamheten till en butik på Kullagatan 27 i Helsingborg där de fick både bostad och rosteri, med namnet Helsingborgs Patent-Kaffe-Ångbränneri.
När Carlos Zoéga avled år 1888 övertog Maria Zoéga butiken och utvecklade Zoégas. Hon gifte sig med grosshandlare och konditorn Johan Svensson och vid sekelskiftet flyttade de till ny lokal på Drottninggatan där företaget fortfarande har butik. Maken tog namnet Zoéga. Tillsammans fick de sonen Rudolf.
1903 skapades Mollbergs blandning åt Hotell Mollberg i Helsingborg. 1918 skapades Horns blandning (som senare kom att heta Skånerost) åt Hotell Horn i Malmö.
Rudolf Zoéga började sin bana i företaget 1913 och tog sedan över 1923 efter sin mor som framgångsrikt drivit företaget efter Carlos död. Rudolf blev den som utvecklade företaget till en industriell verksamhet. Han ska ha sagt följande om konsten att blanda ett bra kaffe:
| ” | Att komponera en kaffeblandning kan i någon mån jämföras med att komponera musik. Det måste vara harmoni för att kompositionen ska bli bra. | „ |

Under andra världskriget ransonerades kaffet i Sverige och Zoégas kaffefabrik, tillsammans med de andra stora kaffetillverkarna, blev tillfälliga skyddsobjekt. Detta beslutades då de ansågs tillverka en nödvändig basvara för befolkningen.
1952 flyttade verksamheten till nybyggda och större lokaler på Ängelholmsvägen som innehöll ett av dåtidens modernaste rosterier. Dessa lokaler hyser fortfarande företagets verksamhet. Kafferosteriet Zoégas i Helsingborg huserar idag ca 70 anställda och producerar mer än 17 000 ton kaffe per år. Fabriken har genomgått flera investeringar genom åren för att möta den ökade efterfrågan och är idag en högautomatiserad fabrik med den senaste tekniken inom kafferostning och packning.
Bolaget ombildades till aktiebolag 1958 och 1986 övertogs bolaget av dåvarande Findus, numera Nestlé.
Zoégas kaffefabrik har en högautomatiserad produktion där huvudlinjen kan producera upp till 125 paket i minuten, av de välkända vakuumförpackade produkterna. 2015 genomfördes en minskning av förpackningsstorleken med 11% (från 500 till 450 gram) med bibehållet pris.
Zoégas hade 2017 en marknadsandel på över 20 % av Sveriges kaffeförsäljning och 65,7 % av försäljningen av mörkrostat kaffe.

## Kaffesortiment
- Mollbergs blandning - mörkrostat kaffe skapat 1903 på begäran av krögaren på anrika Hotell Mollberg i Helsingborg.
- Skånerost - mörkrostat kaffe som ursprungligen hade namnet Horns blandning, skapat 1918. Hotell Savoy hette tidigare Hotell Horn.
- Blue Java - företagets version av Javakaffe.
- Mezzo - mellanrostat kaffe gjort på kaffebönor från Östafrika.
- Intenzo - mörkrostat kaffe baserat på en blandning av kaffebönor från Guatemala, Costa Rica och Kenya.
- Forza - extra mörkrostat kaffe baserat på en blandning av kaffebönor från Brasilien och Östafrika.
- Pasión Colombia - kaffe rostat på bönor från Colombia.
- Ethiopia Sidamo - hela bönor från Sidamo i Etiopien.
- Presso - kaffe malet grövre för pressobryggare.
- Espresso - färdigmalt espressokaffe.
- Espresso Palazzo - finare mörkrostat espressokaffe.
- Hazienda - mörkrostat kaffe märkt med Fair Trade och KRAV.
- Estanzia - lätt mörkrostat kaffe märkt Fair Trade och KRAV. Bönorna är hämtade från Central- och Sydamerika samt Östafrika.
- Maria ZOÉGA - en blandning av kaffe från Östafrika och Central- och Sydamerika. En hyllning till Skånerosts 100-årsjubileum samt en hyllning till Maria Tufvesdotter Thunell.

Alla ZOÉGAS varianter är certifierade av RainForest Alliance. De flesta varianter finns även som hela kaffebönor.

## Butik & café
Zoégas gamla butik från år 1901, med inredning från 1931, ligger fortfarande kvar på samma plats på Drottninggatan 30–36 i Helsingborg. Här finns ett café och det går att köpa med sig alla kaffesorter i företagets sortiment plus en hel del smaksatta kaffesorter, teblandningar och choklad. Utöver det går det även här att köpa två kaffesorter från Zoégas som inte finns någon annanstans: Fredriksdal och Kärnan.

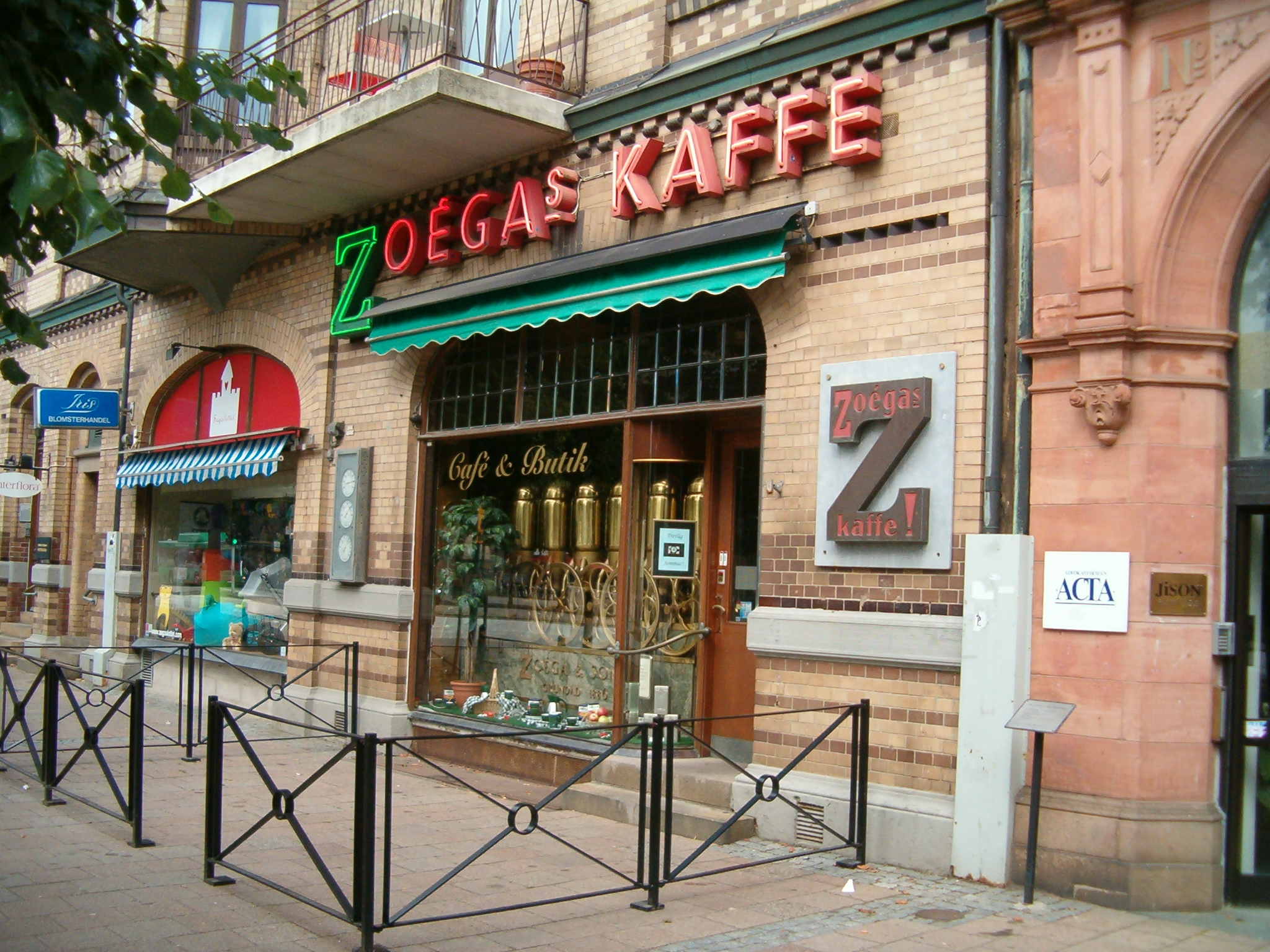
Zoégaz café & butik i Helsingborg.

Butiken stängdes 2022 ner av Nestlé, men den återöppnades av lokala entreprenörer i samarbete med Nestlé samma år, mindre än tre månader senare. Verksamheten heter nu officiellt Café 1886. All gammal inredning och de gamla kaffekvarnarna är kvar i lokalen och används fortfarande.